# Leucophora sericea
Leucophora sericea este o specie de muște din genul Leucophora, familia Anthomyiidae, descrisă de Robineau-desvoidy în anul 1830. Conform Catalogue of Life specia Leucophora sericea nu are subspecii cunoscute.